# Испанский Ренессанс
Испанский Ренессанс (исп. Renacimiento español) — термин используемый историками, культурологами и искусствоведами для описания достижений в культуре и искусстве Испании с конца XV до начала XVII века. Испанский ренессанс связан с пан-европейским Ренессансом, зародившемся в Италии в XV веке. В Испании расцвет искусства наступил позднее, чем в передовых странах Европы того времени — Италии и Нидерландах. «Золотым веком» испанской литературы, театра, живописи обычно называют время с конца XVI до второй половины XVII столетия.

## Зарождение Испанского Ренессанса
Расцвету испанской культуры непосредственно предшествовал самый прославленный период в истории страны. В конце XV века ранее раздробленная Испания объединилась под властью Фердинанда Арагонского и Изабеллы Кастильской. В 1492 году, Испания, объединившаяся под центральной властью, завершила Реконкисту — многовековую борьбу испанцев против арабов за отвоевание Пиренейского полуострова.
Начало следующего столетия ознаменовалось головокружительно быстрыми успехами испанской монархии. Её армии подчиняли территории в Европе, конкистадоры открывали новые земли. Благодаря военным захватам и династическим бракам Испания превратилась в огромную страну, во владения которой входили в XVI веке Нидерланды, некоторые области Италии, северное побережье Африки, богатые колонии в Новом Свете.
Если рассматривать испанское Возрождение в общеевропейском русле развития, то нельзя не заметить, что оно формировалось между двумя крупнейшими очагами ренессансной культуры — Нидерландами и Италией. На протяжении XV—XVI веков искусство испытывало непрестанное воздействие художественных традиций обеих стран. Речь идёт не о прямых заимствованиях, когда испанским мастерам приходилось учиться многому на образцах более передовых художественных школ, или о широком привлечении к королевскому двору иностранных архитекторов, скульпторов и живописцев, а о процессе творческого переосмысления иностранных традиций в духе формирующейся национальной культуры.
Неизгладимый отпечаток на испанское Возрождение накладывает грандиозный исторический фон эпохи — Великие географические открытия, в которых Португалия и Испания сыграли первостепенную роль и плодами которых пользовались в XVI столетии в большей мере, нежели какие-либо другие страны.
На короткое время Испания стала могущественнейшим европейским государством. В конце XV — начале XVI столетия в Испании было много цветущих городов, таких, как Валенсия, Севилья, Толедо. Они явились центрами развития новой ренессансной культуры.
После того, как Филипп II перенёс столицу государства в 1561 году в Мадрид, там сосредоточилась художественная жизнь страны. В Мадриде и его окрестностях строили дворцы. Их украшали картинами испанских художников и величайших живописцев Европы — Тициана, Тинторетто, Бассано, Босха, Брейгеля. Двор стал одним из главных центров развития искусства.

## Архитектура
Архитектура Испании заговорила языком самостоятельных, оригинальных форм раньше, чем другие виды искусства.
В сфере зодчества создаются памятники светской и церковной архитектуры. Объединение страны под властью католических королей сказалось в испанском зодчестве в появлении сооружений, пропагандирующих в архитектурных образах величие и могущество королевской власти. Многие здания строились как памятники военным победам испанского оружия: например, церковь монастыря Сан-Хуан де-лос-Рейес в Толедо — как памятник победам над португальцами в битве при Торо, Эскориал — как памятник победе над французами при Сан-Кантене.

## Скульптура
Наиболее значительные центры испанской скульптуры периода Ренессанса — Вальядолид, Севилья и Гранада.
Вальядолид (Кастилья) славился своими резчиками и ваятелями ещё с XVI века. Наиболее талантливые мастера того времени Алонсо Берругете и Хуан де Хуни создавали произведения, отличавшиеся страстностью, экзальтацией. С Вальядолидом так же связано имя знаменитого скульптора Грегорио Фернандеса, внимание которого было направлено на усиление динамики поверхности скульптуры.
Несколько в ином плане работали севильские мастера. Античность всегда играла в Севилье значительно большую роль, чем в других городах Испании. Спокойствие, уравновешенность, гармоничность античной пластики импонировали севильским художникам «золотого века». Самым талантливым скульптором Севильи был Хуан Мартинес Монтаньес. Его произведения отличаются реализмом, строгой величавостью и одухотворённостью, роспись — особой широтой и смелостью мазка. Монтаньес прославился как создатель «Непорочного зачатия» — образа Мадонны, хранящегося в Севильском соборе и олицетворяющего душевную чистоту и совершенную красоту женщины. Монтаньес также был основателем большой школы скульпторов. Его ученик и последователь Алонсо Кано работал в Севилье, Мадриде и Гренаде.
Скульптурная школа Гренады, расцвет которой наступил во второй половине XVII века, тесно связана с творчеством А. Кано. Знаменитый гренадский мастер Педро де Мена был его учеником. Характерное для всей Испании нарастание мистицизма во второй половине века ярко проявилось в работах этого художника. «Задумчивые и одухотворённые, его герои живут в мире, отрешённом от земного».

## Галерея
- Двор Евангелистов, Эскориал
- Положение во гроб, Хуан де Хуни
- Мёртвый Христос, Грегорио Фернандес
- Идеальный портрет испанского короля, Алонсо Кано